# عملیات لورن

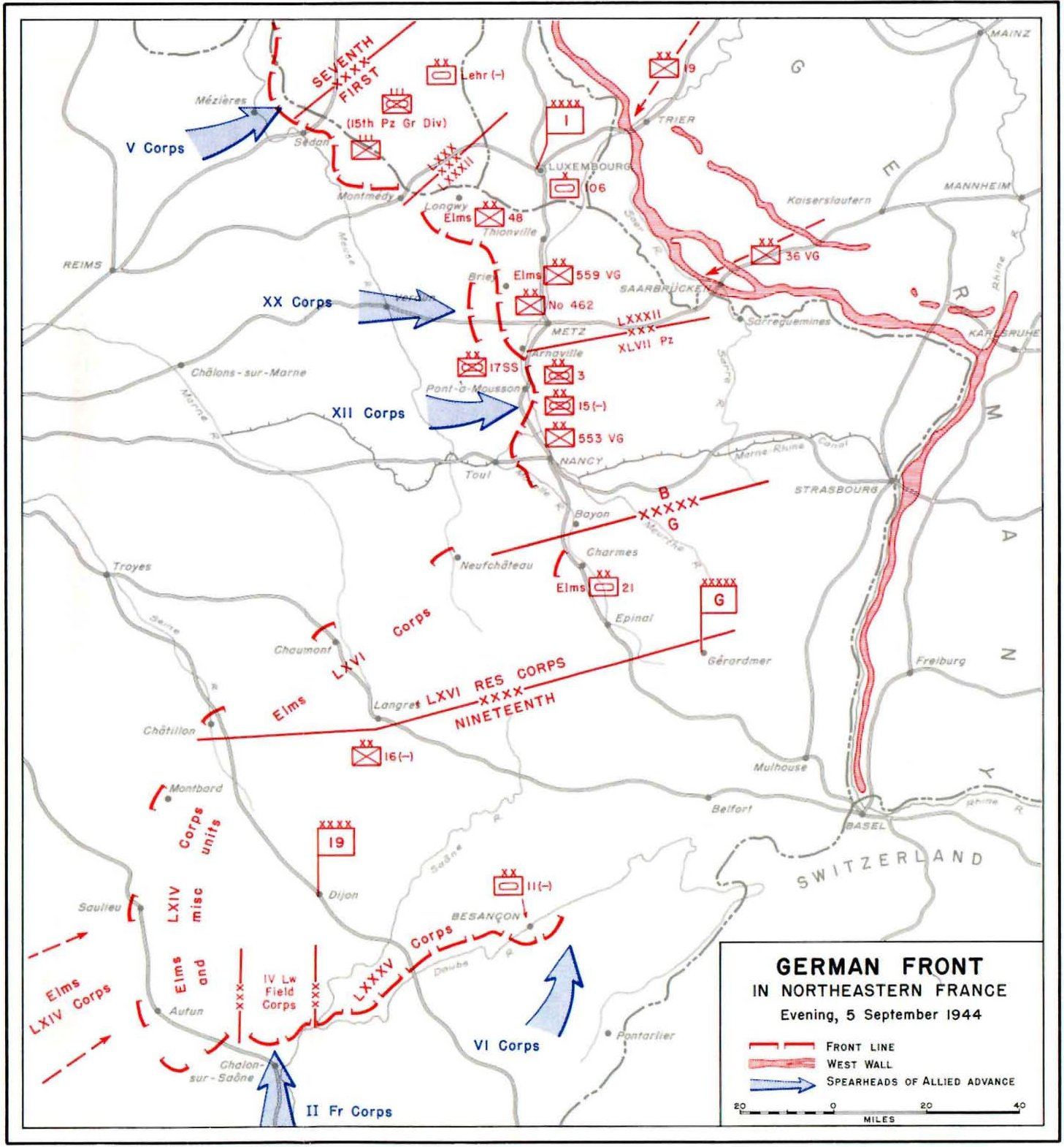

عملیات لورن (انگلیسی: Lorraine Campaign)، یک اصطلاح مورد استفاده توسط ارتش ایالات متحده برای توصیف عملیات ایالات متحده آمریکا در لشکر سوم لورن در طول جنگ جهانی دوم از ۱ سپتامبر تا ۱۸ دسامبر، ۱۹۴۴ بود. این عملیات فعالیت ارتش آمریکا در شمال فرانسه و راینلند را شامل می‌شود.